# Kabwari
Pour les articles homonymes, voir kcw.
Le bwari, ou kabwari, est une langue bantoue mineure de la République démocratique du Congo.